# مقاطعة منيلنيك
مقاطعة منيلنيك (بالتشيكية: Okres Mělník)‏ هي مقاطعة (أوكريس) في إقليم بوهيميا الوسطى في جمهورية التشيك.
عاصمة هذه المقاطعة هي مدينة منيلنيك.

## اقرأ أيضاً
- مقاطعات جمهورية التشيك